# Jacob Frank

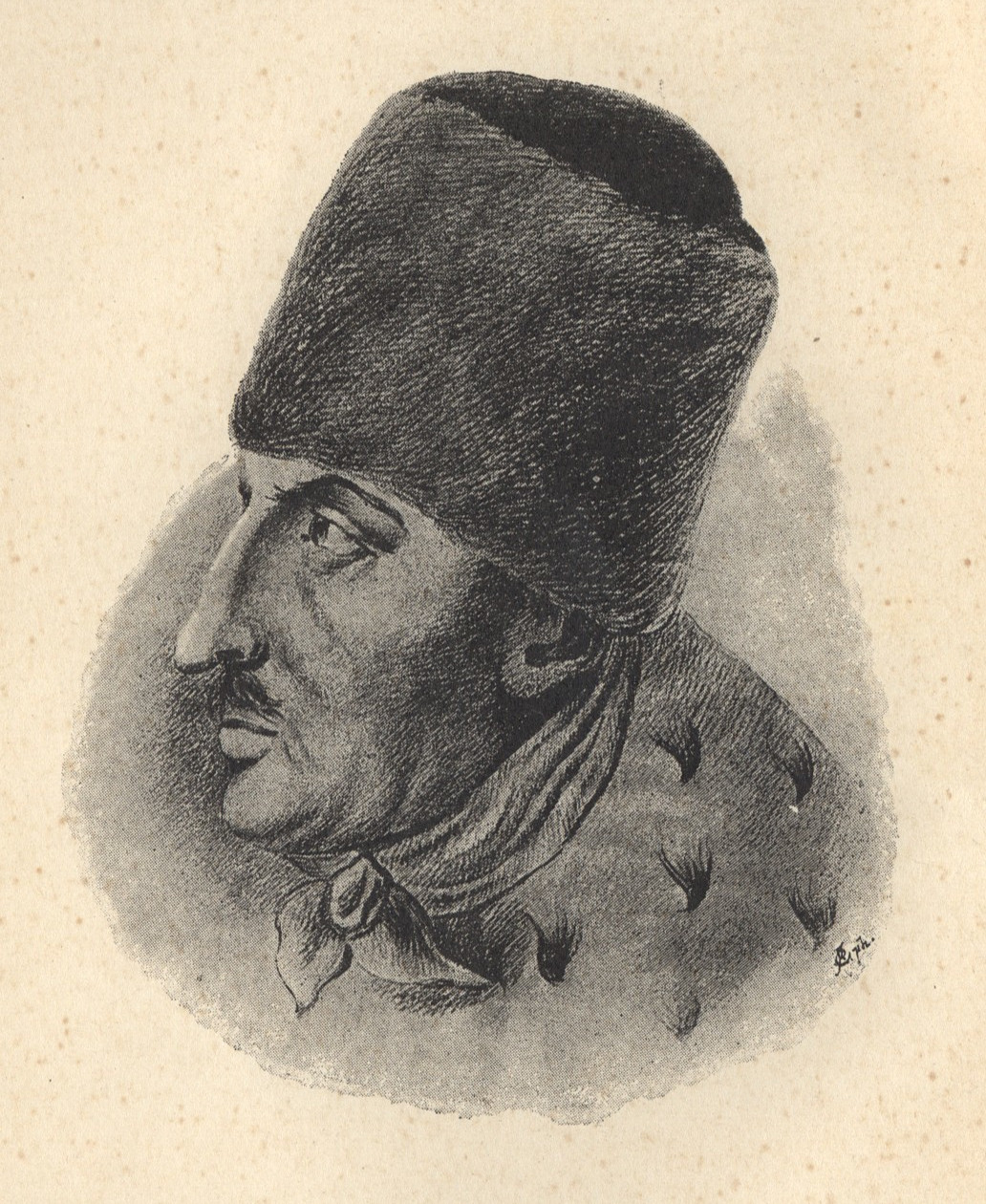
Jacob Frank

Jacob Frank (Podólia, 1726 - Offenbach am Main, 10 de dezembro de 1791), criador do frankismo, foi um comerciante judeu que afirmou ser o Messias. Jacob Frank iniciou-se no Sabataísmo quando visitou os Bálcãs. Ao retornar para seu país, fundou uma seita clandestina cujos adeptos observavam publicamente a lei judaica, mas secretamente se dedicavam a práticas sexuais proibidas. Excomungado pelas autoridades judaicas em 1756, Jacob Frank se converteu primeiro ao islamismo (durante uma visita à Turquia) e depois ao catolicismo, levando consigo seu rebanho. No entanto, os francos continuaram a ser vistos com suspeita devido às suas estranhas doutrinas. Frank foi preso em Varsóvia em 6 de fevereiro de 1760 e entregue ao tribunal da Igreja sob a acusação de heresia. Ele foi condenado por ensinar heresias e preso no mosteiro de Częstochowa. 
Jacob Frank não se limitou a rejeitar as restrições da Tora, mas abraçou claramente a imoralidade. Jacob Frank que fundou um grupo antinomista muito importante, que procurava praticar atos que violassem a dignidade humana.

## Sabataísmo e Frankismo

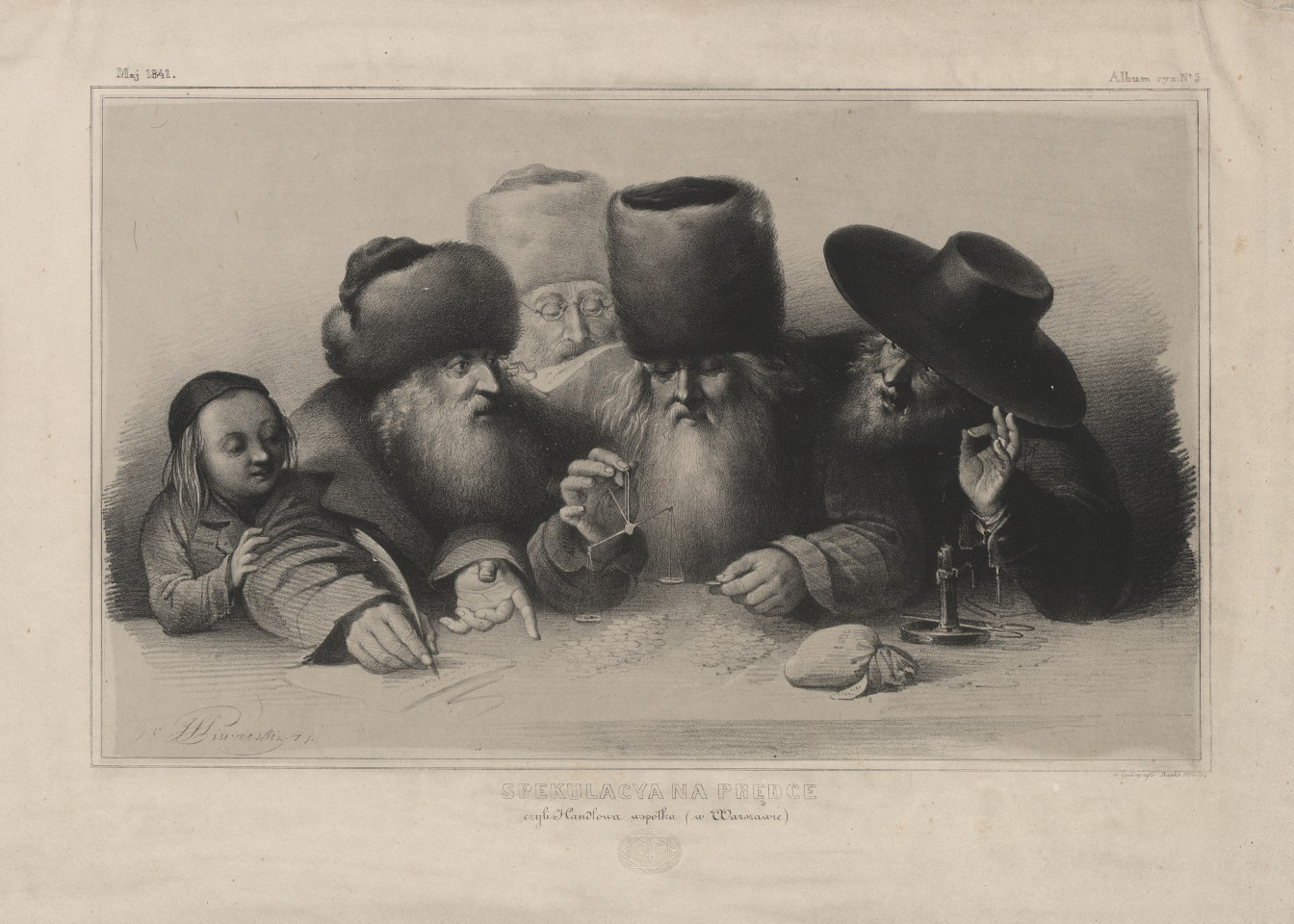

Em 1666, Sabbatai Zevi se proclamou o Messias, cujos ensinos se baseavam na Cabala. Os princípios promulgados por Sabbatai Zevi foram implantados por Jacob Frank, que formou uma ordem secreta com base nos princípios do Sabataísmo. Os seguidores de Sabbatai Zevi formaram seitas de diversos nomes. Uma delas foi o Frankismo, do nome de seu líder, Jacob Frank.